# 呉同文住宅

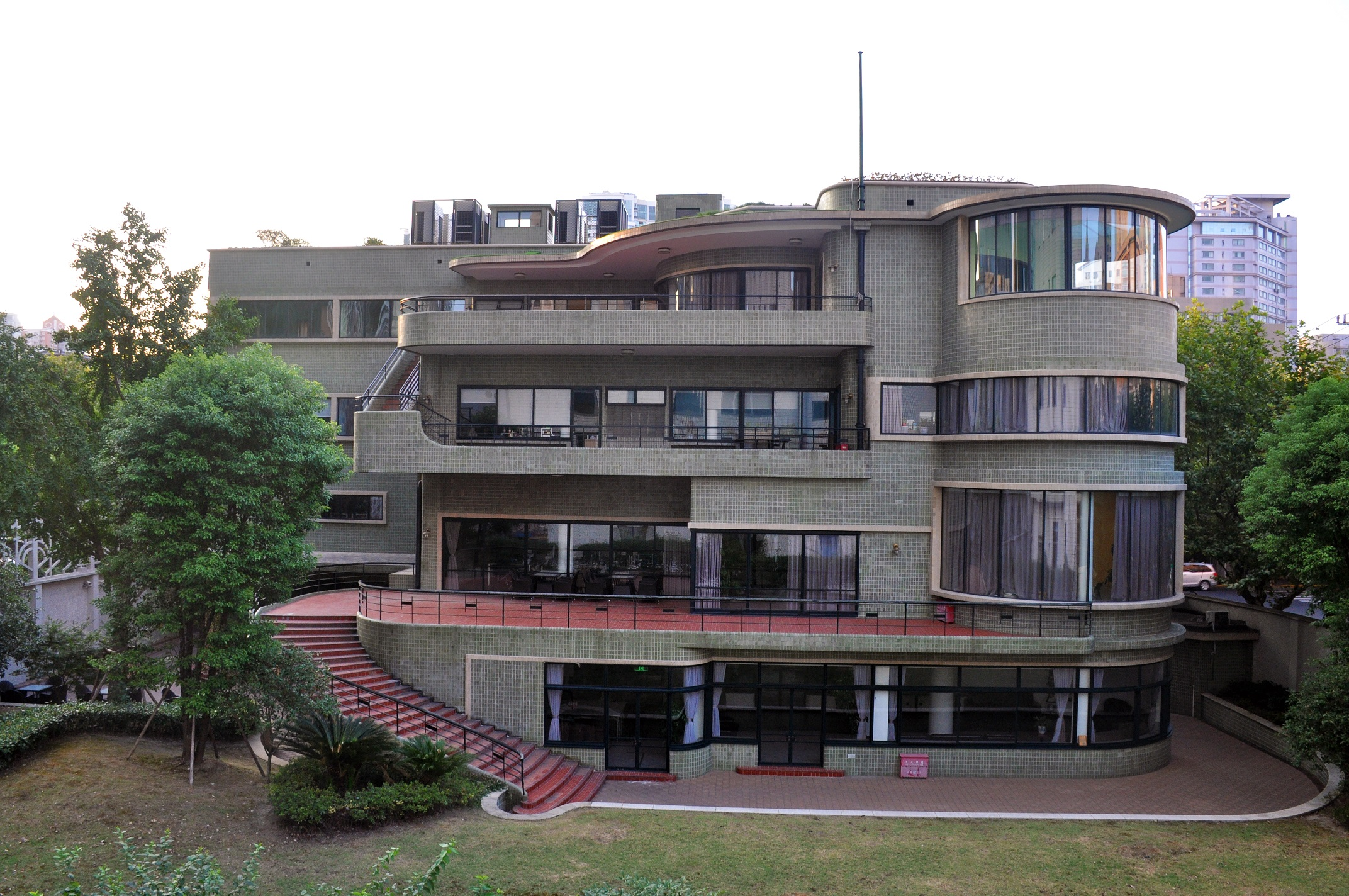
呉同文住宅

呉同文住宅は上海市静安区銅仁路333号にある邸宅である。その外観から「緑屋敷」とも呼ばれることがある
。この邸宅はペイント商人呉同文の私邸であり、設計者はラズロ・ヒューデックである。呉同文住宅は1994年に上海市優秀歴史建築に入選した。
この建物は現在、上海都市計画設計院に利用されている。